# Coccoidea

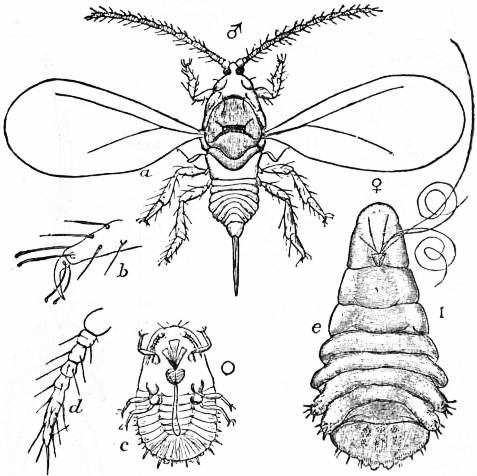
Mytilaspis pomorum. a) macho con patas y alas. b) pata de macho c) ninfa, x20 d) antena de ninfa e) hembra inmóvil (fuera de la escama)

Los cocoideos o insectos escamas (Coccoidea) son una superfamilia de pequeños insectos del orden de los hemípteros conocidos vulgarmente como cochinillas. Incluye cerca de 8000 especies, la mayoría son parásitos de plantas que se alimentan de savia, chupada directamente del sistema vascular del huésped; algunas especies se alimentan de tejido fúngico, como especies del género Newsteadia de la familia Ortheziidae.

## Características
Varían mucho en apariencia, desde organismos muy pequeños (1-2 mm) de cubiertas cerosas, hasta objetos brillantes de unos 5 mm y criaturas cubiertas con cera melosa. Las hembras adultas son en su mayoría inmóviles (como los Pseudococcidae) y permanentemente están fijadas a las plantas que parasitan.  Secretan una cobertura de cera para defensa.

## Historia natural
Se alimentan de diversas plantas, y muchas de sus especies son plagas. Su capa cerosa los hace resistentes a dosis "normales" de pesticidas, que solo serán efectivas a más dosis o en etapas más juveniles de la plaga.  Sin embargo, frecuentemente se controlan bien con aceites emulsionables, que los sofoca, o mediante control biológico. El agua jabonosa es también usada contra infestaciones en plantas de interiores.
Las hembras, a diferencia de la mayoría de los hemípteros, retienen la morfología inmadura externa en la madurez sexual (neotenia).  Los machos adultos tienen solo un par de alas, pero nunca comen, y mueren en uno o dos días. Ese par de alas también es excepcional en estos hemípteros, que los hace parecer a los dípteros, porque han perdido las alas posteriores, como las moscas, y solo tienen rudimentos, semejantes a los halterios. Pero tienen filamentos de cola, cosa que no ocurre en las moscas. Su sistema reproductor varía considerablemente dentro del grupo e incluye hermafroditismo y formas de partenogénesis.
Algunas especies son económicamente útiles, como Dactylopius coccus y Kerria lacca, porque de ellos se extrae el carmín o la laca. Unas pocas especies se usan como control biológico de plantas invasoras.

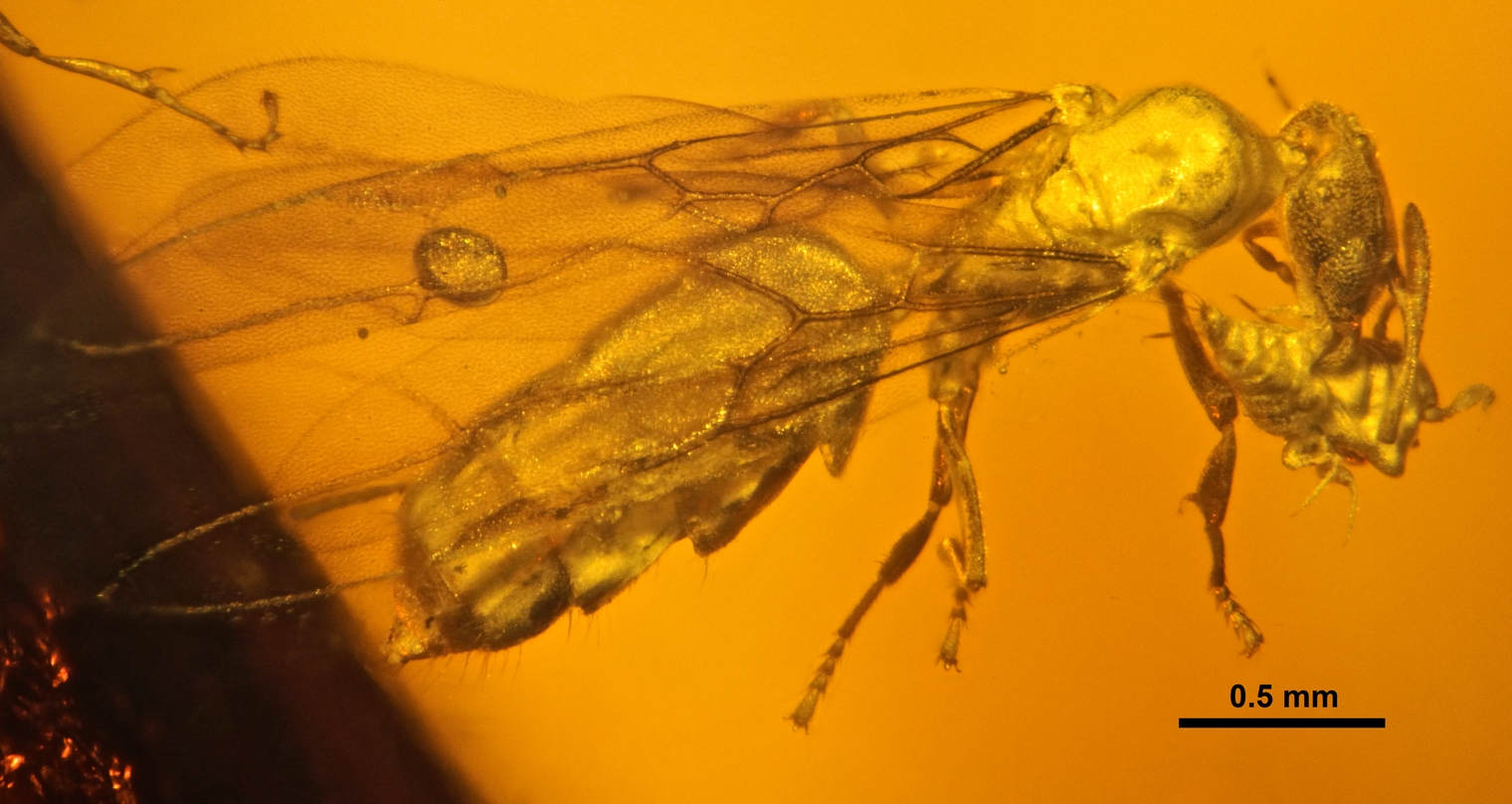
Fósil de Pseudococcidae Electromyrmococcus (en las mandíbulas de una hormiga) en ámbar dominicano del Mioceno

## Evolución
Los insectos escamas son miembros de Sternorrhyncha. El cladograma muestra la filogenia basada en el análisis de la unidad 18S del RNA ribosómico.
|              | Coccoidea                                                                |
|              |                                                                          |
| Aphidomorpha | \| \| Phylloxeroidea \| \| \| \| \| \| Aphidoidea (pulgones) \| \| \| \| |
|              | \| \| Phylloxeroidea \| \| \| \| \| \| Aphidoidea (pulgones) \| \| \| \| |
|              | Phylloxeroidea                                                           |
|              |                                                                          |
|              | Aphidoidea (pulgones)                                                    |
|              |                                                                          |

|  | Phylloxeroidea        |
|  |                       |
|  | Aphidoidea (pulgones) |
|  |                       |

|              | Coccoidea                                                                |
|              |                                                                          |
| Aphidomorpha | \| \| Phylloxeroidea \| \| \| \| \| \| Aphidoidea (pulgones) \| \| \| \| |
|              | \| \| Phylloxeroidea \| \| \| \| \| \| Aphidoidea (pulgones) \| \| \| \| |
|              | Phylloxeroidea                                                           |
|              |                                                                          |
|              | Aphidoidea (pulgones)                                                    |
|              |                                                                          |

|  | Phylloxeroidea        |
|  |                       |
|  | Aphidoidea (pulgones) |
|  |                       |

|              | Coccoidea                                                                |
|              |                                                                          |
| Aphidomorpha | \| \| Phylloxeroidea \| \| \| \| \| \| Aphidoidea (pulgones) \| \| \| \| |
|              | \| \| Phylloxeroidea \| \| \| \| \| \| Aphidoidea (pulgones) \| \| \| \| |
|              | Phylloxeroidea                                                           |
|              |                                                                          |
|              | Aphidoidea (pulgones)                                                    |
|              |                                                                          |

|  | Phylloxeroidea        |
|  |                       |
|  | Aphidoidea (pulgones) |
|  |                       |

|              | Coccoidea                                                                |
|              |                                                                          |
| Aphidomorpha | \| \| Phylloxeroidea \| \| \| \| \| \| Aphidoidea (pulgones) \| \| \| \| |
|              | \| \| Phylloxeroidea \| \| \| \| \| \| Aphidoidea (pulgones) \| \| \| \| |
|              | Phylloxeroidea                                                           |
|              |                                                                          |
|              | Aphidoidea (pulgones)                                                    |
|              |                                                                          |

|  | Phylloxeroidea        |
|  |                       |
|  | Aphidoidea (pulgones) |
|  |                       |

## Superfamilias y familias
Incluyendo grupos extintos.
- Archecoccoidea Borchsenius, 1958
  - † Apticoccidae Vea & Grimaldi, 2015
  - † Arnoldidae Koteja, 2008
  - † Burmacoccidae Koteja, 2004
  - † Callipappidae MacGillivray, 1921
  - † Coelostomidiidae Morrison, 1927
  - † Electrococcidae Koteja, 2000
  - † Grimaldiellidae Koteja, 2000
  - † Grohnidae Koteja, 2008
  - † Hammanococcidae Koteja & Azar, 2008
  - † Jersicoccidae Koteja, 2000
  - † Kozariidae Vea & Grimaldi, 2015
  - † Kukaspididae Koteja & Poinar, 2001
  - Kuwaniidae MacGillivray, 1921
  - † Labiococcidae Koteja, 2000b
  - † Lebanococcidae Koteja & Azar, 2008
  - Lithuanicoccidae Koteja, 2008
  - Macrodrilidae Poinar, 2020[4]
  - Marchalinidae Morrison, 1927
  - Margarodidae Cockerell, 1899
  - Matsucoccidae Morrison, 1927
  - Monophlebidae Morrison, 1927
  - Ortheziidae Amyot & Audinet-Serville, 1843
  - Pennygullaniidae Koteja & Azar, 2008
  - Phenacoleachiidae Cockerell, 1902
  - Pityococcidae McKenzie, 1942
  - Putoidae Tang, 1992
  - † Serafinidae Koteja, 2008
  - Steingeliidae Morrison, 1927
  - Stigmacoccidae Morrison, 1927
  - Termitococcidae Jakubski, 1965
  - † Weitschatidae Koteja, 2008
  - Xylococcidae Pergande in Hubbard & Pergande, 1898
- Neococcoidea Borchsenius, 1950
  - Aclerdidae Cockerell, 1905
  - † Albicoccidae Koteja, 2004
  - Asterolecaniidae Cockerell, 1896
  - Beesoniidae Ferris, 1950
  - Calycicoccidae Brain, 1918
  - Carayonemidae Richard, 1986
  - Cerococcidae Balachowsky, 1942
  - Cissococcidae Brain, 1918
  - Coccidae Fallen, 1814
  - Conchaspididae Green, 1896
  - Cryptococcidae Kosztarab, 1968
  - Dactylopiidae Signoret, 1875
  - Diaspididae Targioni-Tozzetti, 1868
  - Eriococcoidae Cockerell, 1899
  - Halimococcidae Brown & McKenzie, 1962
  - † Hodgsonicoccidae Vea & Grimaldi, 2015
  - † Inkaidae Koteja, 1989
  - Kermesidae Signoret, 1875
  - Kerridae Lindinger, 1937
  - Lecanodiaspididae Targioni-Tozzetti, 1869
  - Micrococcidae Silvestri, 1939
  - Phoenicococcidae Stickney, 1934
  - Porphyrophoridae Signoret, 1875
  - Pseudococcidae Cockerell, 1905
  - Rhizoecidae Williams, 1969
  - Stictococcidae Lindinger, 1913
  - Tachardiidae Green, 1896

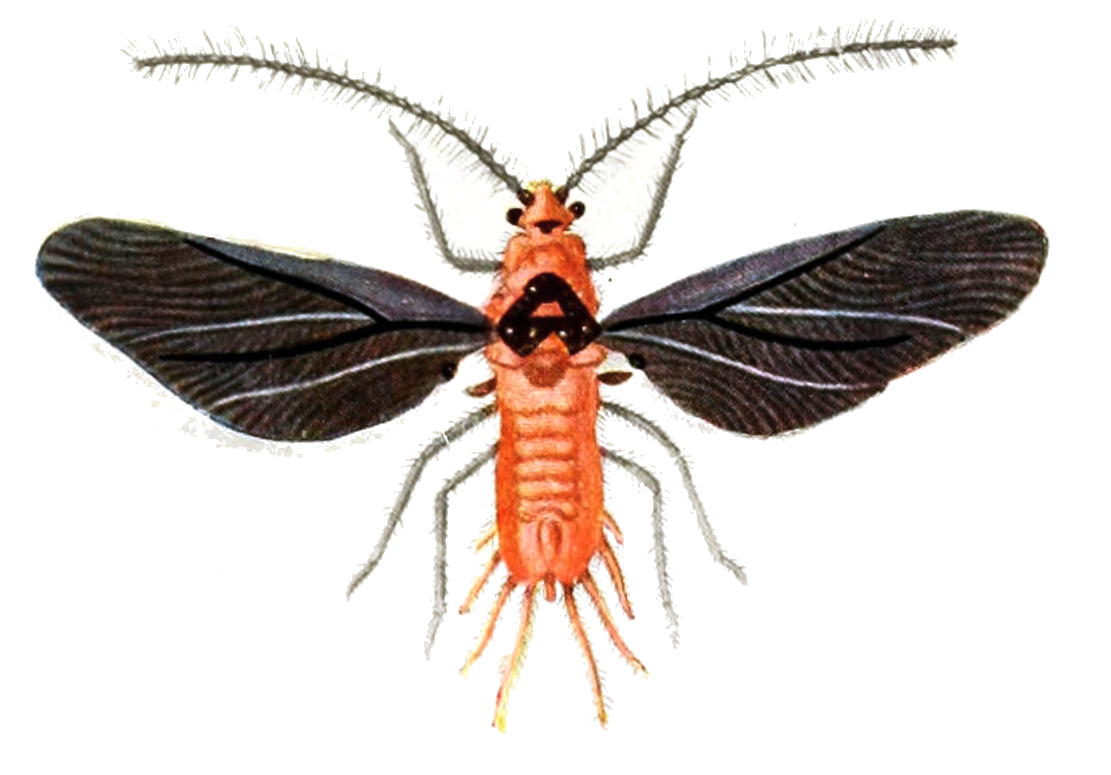
Macho alado de Drosicha sp.
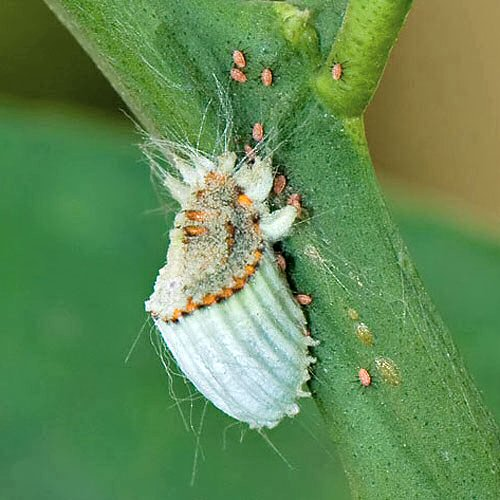
Una hembra de cochinilla acanalada Icerya purchasi Maskell) con ninfas
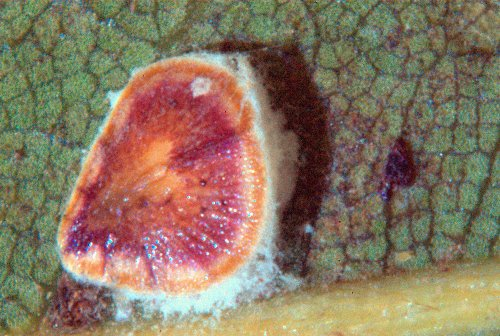
Cochinilla bajo una hoja de laurel
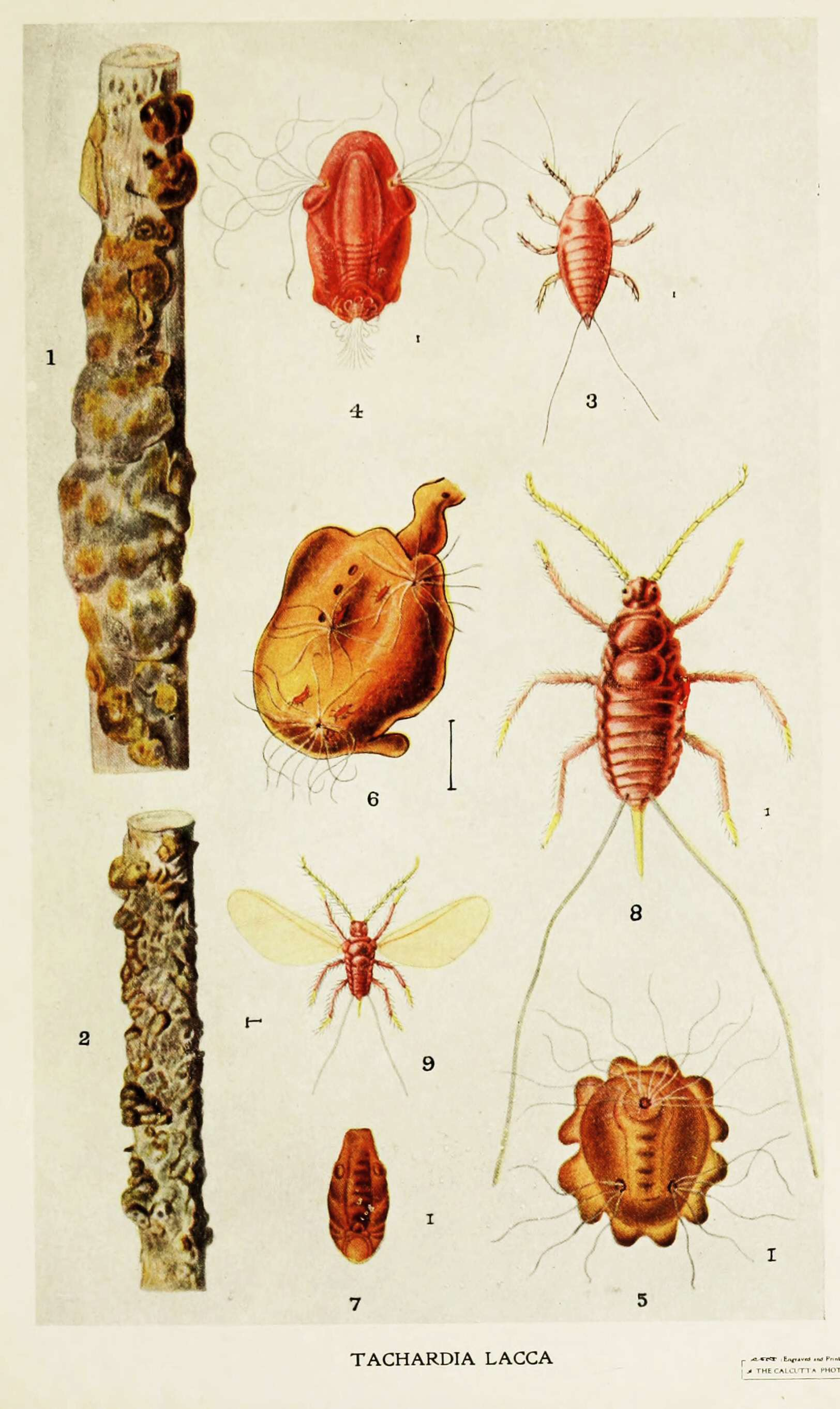
Kerria lacca y sus túbulos